# Spittlegate Without
Spittlegate Without var en civil parish från 1894 till 1931 då den blev en del av Londonthorpe and Harrowby Without, i grevskapet Lincolnshire, i England. Civil parish hade 399 invånare år 1921.